# Hajdú B. István
Hajdú B. István (Budapest, 1969. december 11. –) Prima Primissima díjas magyar sportújságíró, sportriporter, televíziós kommentátor.

## Életpályája
Hajdú István és Nyalka Márta gyermekeként született. Általános- és középiskolai tanulmányait a Budapesti Fazekas Mihály Gyakorló Általános Iskola és Gimnáziumban végezte, majd a Komlósi Oktatási Stúdióban folytatta 1990–től 1991-ig. 1991–1993 között az MTV sportosztályának külső, 1993–1998 között pedig belső munkatársa volt. 1997 és 1999 között a Testnevelési Egyetem hallgatója volt. 1998–től két évig a Szív TV és a Vasárnap Reggel című lap munkatársaként tevékenykedett, majd 1999-től ismét a Magyar Televízió külső, 2000-től pedig belső munkatársa, szerkesztő-riportere.
1996 óta tudósít a nyári olimpiákról, 2004-ig televíziósként, 2008-tól rádiósként. Athénban és Pekingben a vízilabda-válogatott, Londonban Risztov Éva olimpiai győzelmét is kommentálta. 2000-ben a labdarúgó-Európa-bajnokság hollandiai mérkőzéseiről, köztük a döntőről tudósított. 2000-től 2003-ig  a Sport TV munkatársa volt, majd 2003-ban és 2005-ben a Miss Hungary műsorvezetője, majd 2003–2009 között a Viasat 3, 2009-től a TV2 Bajnokok Ligája-közvetítéseinek kommentátora. 2006 óta a Magyar Rádió külső munkatársa. 2006-ban az RTL Klubon közvetített a labdarúgó-világbajnokságról, így a döntőről is.
2007 óta az Eurosport külső munkatársa, ahol biatlont, valamint Grand Slam-tornákon teniszt közvetít.
2015 júniusától újra a magyar közszolgálati televízió, a Duna Média munkatársa lett, ahol az M4 Sport csatorna kommentátoraként számos labdarúgó mérkőzést, vízilabdát és kézilabdát közvetít.
A FIFA magyar kommentátora volt Faragó Richarddal a FIFA 14-ig.
A Bajnokok Ligája döntőt kommentálta 1994-95 (1994-ben megosztva Faragó Richard-dal), 2001-2006, 2010-12, valamint 2017-23. között. Eddig 19 finálét közvetített a helyszínről, ezzel rekorder Magyarországon. A Bajnokok Ligája hangjaként is hivatkoznak rá.
A labdarúgó világbajnokságok döntőit 2006-ban, 2018-ban és 2022-ben, a labdarúgó Európa-bajnokságok fináléjait 2000-ben, 2016-ban, 2021-ben és 2024-ben kommentálta.

## Filmjei
- Magyar csapat ... Még 50 perc (2016)[2]

## Díjai, elismerései
- Kovácsi László médiadíj (2001)
- Sajtópáholy-díj (2001)
- Feleki László-díj (2005)
- MOB-médiadíj (2005)
- Prima Primissima díj (2015)
- Szepesi György-díj (2016)
- Knézy Jenő-díj (2021)[4]
- MOB médiadíj (2024)
- Világbajnoki ezüstérem(2014)